# NGC 2236
NGC 2236 ist ein Offener Sternhaufen vom Trumpler-Typ III2p im Sternbild Einhorn südlich des Himmelsäquators. Er hat einen Durchmesser von 8 Bogenminuten und eine Scheinbare Helligkeit von 8,5 mag.
Entdeckt wurde das Objekt am 23. Februar 1784 von William Herschel.